# Ewa Trawicka
Ewa Trawicka z domu Grocka (ur. 16 marca 1973 w Gdańsku) – polska archeolog i muzealnik. Od 2015 dyrektor Muzeum Archeologicznego w Gdańsku.

## Życiorys
Urodziła i wychowała się w Gdańsku. Absolwentka studiów z archeologii na Uniwersytecie Mikołaja Kopernika w Toruniu. Z Muzeum Archeologicznym w Gdańsku związała się w 2001. Pracowała początkowo na stanowisku kuratorki, była odpowiedzialna m.in. za koncepcję wystawy stałej w Piwnicach Romańskich. W 2007 awansowała na stanowisko kierownika oddziału tegoż muzeum – Centrum Edukacji Archeologicznej „Błękitny Lew”. W 2015 po rezygnacji ówczesnego dyrektora Henryka Panera została powołana przez marszałka województwa pomorskiego na stanowisko dyrektora Muzeum Archeologicznego w Gdańsku.